# Bandera del Cogul
La bandera oficial del Cogul té la descripció següent:
Bandera apaïsada de proporcions dos d'alt per tres de llarg, verda, amb una creu plena blanca centrada; el pal vertical, que representa el campanar de l'església de l'escut, és més estret que l'horitzontal o faixa, el qual simbolitza la nau de la mateixa església.

## Història
Es va aprovar el 15 de setembre del 1992 i es va publicar en el DOGC núm. 1649 el 25 de setembre del mateix any. Està basada en l'escut heràldic de la localitat.